# Sugar Ray
Sugar Ray är ett amerikanskt rockband från Newport Beach i Kalifornien, som bildades år 1986. Bandet, som tidigare gick under namnet Shrinky Dinx (1986–1994), består av Rodney Sheppard, Mark McGrath, Dean Butterworth och Kristian Attard. En av deras mest kända låtar är "Fly", som släpptes våren 1997. Låten finns med på bandets andra studioalbum Floored som släpptes i juni 1997.
Sugar Ray har också medverkat i flera filmer, bland annat i en scen i filmen Scooby Doo från 2002.

## Bandmedlemmar

### Nuvarande medlemmar
- Rodney Sheppard – gitarr, bakgrundssång, ukulele (1986–)
- Mark McGrath – huvudsång, rytmisk gitarr, ytterligare slagverk (1986–)
- Dean Butterworth – trummor, slagverk, programmering, bakgrundssång (turnémedlem, 2013–2016; 2016–)
- Kristian Attard – bas, bakgrundssång, keyboard (turnémedlem, 2014–2016; 2016–)

### Tidigare turnémedlemmar
- Nic Edwards Stewart – trummor, slagverk, bakgrundssång (1996)
- Serg Dimitrijevic – bas, bakgrundssång (2013–2014)
- Tim Hutton – bas, bakgrundssång (2015, 2018)
- Jason Ganberg – trummor, slagverk, bakgrundssång (2016, 2017, 2018)

### Tidigare medlemmar
- Stan Frazier – trummor, slagverk, ytterligare gitarr, programmering, bakgrundssång (1986–2012)
- Murphy Karges – bas, bakgrundssång, ytterligare gitarr (1986–2012)
- Craig "DJ Homicide" Bullock – skivspelare, samples, ytterligare programmering, keyboard, bakgrundssång (1995–2010)
- Al Keith – slagverk, vibrafon (2010–2013)
- Jesse Bivona – trummor, slagverk, programmering, bakgrundssång (turnémedlem, 2011, 2018; 2012–2016)
- Justin Bivona – bas, bakgrundssång (turnémedlem, 2011; 2012–2016)

### Tidigare turnégäster
- ProHoeZak – sång (2003)

## Diskografi

### Album
- 1995 – Lemonade and Brownies
- 1997 – Floored
- 1999 – 14:59
- 2001 – Sugar Ray
- 2003 – In the Pursuit of Leisure
- 2009 – Music for Cougars
- 2019 – Little Yachty